# Coppa Italia di Serie A2 2007-2008 (pallavolo maschile)
La Coppa Italia di Serie A2 di pallavolo maschile 2007-2008 si è svolta dal 23 gennaio al 16 marzo 2008: al torneo hanno partecipato 8 squadre di club italiane e la vittoria finale è andata per la seconda volta al BluVolley Verona.

## Regolamento
Le squadre hanno disputato quarti di finale, con gare di andata e ritorno, semifinali e finale.

## Torneo

### Tabellone
|  | Quarti di finale | Quarti di finale  | Quarti di finale  |         |         | Semifinali       | Semifinali | Semifinali |  |  | Finali | Finali           | Finali |
|  |                  |                   |                   |         |         |                  |            |            |  |  |        |                  |        |
|  | 8                | Materdomini       | 3 - 0             |         |         |                  |            |            |  |  |        |                  |        |
|  | 1                | BluVolley Verona  | 2 - 3             |         |         |                  |            |            |  |  |        |                  |        |
|  | 1                | BluVolley Verona  | 2 - 3             |         | 1       | BluVolley Verona | 3          |            |  |  |        |                  |        |
|  |                  |                   |                   |         | 1       | BluVolley Verona | 3          |            |  |  |        |                  |        |
|  |                  | 4                 | La Fenice Isernia | 0       |         |                  |            |            |  |  |        |                  |        |
|  | 5                | 4                 | La Fenice Isernia | 0       | Loreto  | 2 - 3            |            |            |  |  |        |                  |        |
|  | 5                |                   |                   |         | Loreto  | 2 - 3            |            |            |  |  |        |                  |        |
|  | 4                | La Fenice Isernia | 3 - 0             |         |         |                  |            |            |  |  |        |                  |        |
|  |                  |                   |                   |         |         |                  |            |            |  |  | 1      | BluVolley Verona | 3      |
|  |                  |                   | 3                 | Callipo | 1       |                  |            |            |  |  |        |                  |        |
|  | 7                | Stilcasa Taviano  | 2 - 0             |         |         |                  |            |            |  |  |        |                  |        |
|  | 3                | Callipo           | 3 - 3             |         |         |                  |            |            |  |  |        |                  |        |
|  | 3                | Callipo           | 3 - 3             |         | 3       | Callipo          | 3          |            |  |  |        |                  |        |
|  |                  |                   |                   |         | 3       | Callipo          | 3          |            |  |  |        |                  |        |
|  |                  | 2                 | Reima Crema       | 1       |         |                  |            |            |  |  |        |                  |        |
|  | 6                | 2                 | Reima Crema       | 1       | Catania | 0 - 2            |            |            |  |  |        |                  |        |
|  | 6                |                   |                   |         | Catania | 0 - 2            |            |            |  |  |        |                  |        |
|  | 2                | Reima Crema       | 3 - 3             |         |         |                  |            |            |  |  |        |                  |        |

### Risultati

#### Quarti di finale

##### Andata
| 24 gennaio 2008 - ore 20:30 PalaGrotte, Castellana Grotte | Materdomini      | 3 - 2 | BluVolley Verona  | 25-22, 27-25, 22-25, 21-25, 15-11 |
| 24 gennaio 2008 - ore 20:30 PalaIngrosso, Taviano         | Stilcasa Taviano | 2 - 3 | Callipo           | 22-25, 25-27, 25-23, 25-15, 5-15  |
| 24 gennaio 2008 - ore 20:30 PalaCatania, Catania          | Catania          | 0 - 3 | Reima Crema       | 18-25, 16-25, 19-25               |
| 23 gennaio 2008 - ore 20:30 PalaSerenelli, Loreto         | Loreto           | 2 - 3 | La Fenice Isernia | 23-25, 19-25, 25-21, 27-25, 14-16 |

##### Ritorno
| 7 febbraio 2008 - ore 20:30 PalaOlimpia, Verona         | BluVolley Verona  | 3 - 0 | Materdomini      | 25-19, 25-11, 25-17 Golden set: 18-16 |
| 7 febbraio 2008 - ore 20:30 PalaValentia, Vibo Valentia | Callipo           | 3 - 0 | Stilcasa Taviano | 25-20, 26-24, 25-20                   |
| 7 febbraio 2008 - ore 20:30 PalaBertoni, Crema          | Reima Crema       | 3 - 2 | Catania          | 20-25, 18-25, 25-13, 25-14, 16-14     |
| 7 febbraio 2008 - ore 20:30 PalaFraraccio, Isernia      | La Fenice Isernia | 0 - 3 | Loreto           | 18-25, 23-25, 20-25 Golden set: 15-8  |

#### Semifinali
| 15 marzo 2008 - ore 18:00 PalaFraraccio, Isernia | BluVolley Verona | 3 - 0 | La Fenice Isernia | 30-28, 25-22, 25-23        |
| 15 marzo 2008 - ore 20:30 PalaFraraccio, Isernia | Callipo          | 3 - 1 | Reima Crema       | 25-17, 20-25, 25-19, 25-15 |

#### Finale
| 16 marzo 2008 - ore 18:15 PalaFraraccio, Isernia | BluVolley Verona | 3 - 1 | Callipo | 25-19, 25-22, 19-25, 25-15 |